# Steve Darcis
Steve Darcis (Liège, 13 de Março de 1984) é um tenista profissional da Bélgica.
Possui um título ATP de 2007, quando venceu o veterano austríaco Werner Eschauer, conseguindo seu título mais expressivo, à parte outras conquistas. Fez sua boa carreira no juvenil onde foi 8° do mundo. Darcis representou a Bélgica na Copa Davis em 2008, quando atuou contra a República Tcheca somando uma vitória e uma derrota no confronto.

## Finais na ATP

### Simples: 2 (1–1)
| Legenda                     |
| --------------------------- |
| Grand Slam (0–0)            |
| ATP World Tour Finals (0–0) |
| ATP Masters 1000 (0–0)      |
| ATP 500 (1–0)               |
| ATP 250 (1–1)               |

| Resultado    | Nr. | Data                | Torneio                                                      | Superfície | Adversário      | Placar        |
| ------------ | --- | ------------------- | ------------------------------------------------------------ | ---------- | --------------- | ------------- |
| Campeão      | 1.  | 16 de Julho de 2007 | Dutch Open, Amersfoort, Holanda                              | Saibro     | Werner Eschauer | 6–1, 7–6(7–1) |
| Campeão      | 2.  | 2 de Março de 2008  | Regions Morgan Keegan Championships, Memphis, Estados Unidos | Dura (i)   | Robin Söderling | 6–3, 7–6(7–5) |
| Vice-campeão | 3.  | 20 Julho de 2008    | Dutch Open, Amersfoort, Holanda                              | Saibro     | Albert Montañés | 6–1, 5–7, 3–6 |